# 田代りさ
田代 りさ（たしろ りさ、1996年3月8日 - ）は、日本の元女優、元子役である。東京都出身。

## 出演

### 舞台・ミュージカル
- 鞍馬天狗－龍馬…if（2004年）- お杉 役
- 葉っぱのフレディ〜いのちの旅〜（2007年） - 葉っぱ 役
- 花の海 花いろの風－里山小学校5年1組（2008年） - レイ 役
- ラブリーズ〜君に捧げるハーモニー〜（2008年） - こゆき 役
- 葉っぱのフレディ〜いのちの旅〜（2009年） - 夏組・クレア 役

### テレビドラマ
- 土曜ワイド劇場「弁護士・森江春策の事件2」（2010年8月21日、テレビ朝日） - 東真子 役
- 土曜ワイド劇場「法医学教室の事件ファイル32」（2011年1月22日、テレビ朝日） - 真島ひとみ 役
- 高校入試 第3話・第4話（2012年10月20日・27日、フジテレビ）
- 獣電戦隊キョウリュウジャー ブレイブ13（2013年5月12日、テレビ朝日） - 剣道部のマネージャー 役